# Isola di Sidi Abderrahman
L'isola di Sidi Abderrahman in arabo جزيرة سيدي عبد الرحمن‎?, Jazīrat Sīdī ʿAbd al-Raḥmān in francese: îlot de Sidi Abderrahman, è un isolotto roccioso che si trova a pochi metri da Casablanca. L'isola ospita il mausoleo del marabutto Sidi Abderrahman (Sīdī ʿAbd al-Raḥmān). L'isola è oggetto di frequenti pellegrinaggi ma è abitata da poche persone, quali veggenti, chiromanti e alcuni musicisti Jilala che offrono i loro servigi ai vari malati, posseduti etc. che visitano il santuario del santo. L'isola è al centro di numerose leggende e credenze popolari.

## Leggenda
La storia di Sīdī ʿAbd al-Raḥmān è ancora avvolta nel mistero, si sa che fu un uomo originario di Baghdad vissuto nel XIX secolo. Un uomo religioso e solitario, amava il contatto con il mare e la natura. Si sarebbe stabilito su questa isola per sfuggire ad un mondo che ai suoi occhi era troppo crudele. Qui passò la vita a meditare e a pregare. Era particolarmente generoso e disponibile e gli abitanti di Casablanca gli costruirono una casa, ma lui, preferendo dormire sotto le stelle, rifiutò di stabilirvisi. Pertanto, la sua casa divenne il luogo di soggiorno per tutti i pellegrini che venivano a visitarlo. La leggenda racconta che Sidi Abderrahmane aveva il potere di camminare sulle acque.
Non molto lontano dall'isolotto si trova il Morocco Mall, il più grande centro commerciale dell'Africa e uno dei più grandi al mondo. Pochi mesi dalla sua inaugurazione nel 2011, i clienti e il personale hanno iniziato a sentire strani versi e suoni (in particolar modo nitriti di cavalli) e iniziò a diffondersi la voce che il centro commerciale fosse infestato dagli spiriti. Alcune persone del luogo hanno attribuito il maleficio al santo, che si sarebbe adirato al deturpamento della propria terra.